# Ahmed Alaoui (homme politique)
Pour les articles homonymes, voir Ahmed Alaoui et Alaoui.
Ahmed Alaoui, né en 1919 à Fès et mort le 7 décembre 2002 à Rabat, est un homme politique marocain, membre de la famille royale alaouite (cousin du roi Hassan II).

## Biographie
Moulay Ahmed Alaoui (Mdaghri) est ministre à plusieurs reprises. Entre 1960 et 1961, il est nommé ministre de l'Information et du Tourisme dans les gouvernements Mohammed V et Hassan II 1. Entre 1961 et 1963, il est ministre de l'Information, du Tourisme et des Beaux-arts dans le 2e conseil Hassan II, puis ministre du Tourisme, de l'Artisanat et des Beaux-arts lors du remaniement ministériel du même gouvernement. Il garde le même poste dans le 3e conseil Hassan II. Lors de la formation du gouvernement Bahnini en novembre 1963, il devient ministre de l'Information, du Tourisme, des Beaux-arts et de l'Artisanat.
En 1967, il est nommé ministre du Commerce, de l'Artisanat, de l'Industrie moderne et des Mines dans le gouvernement Benhima/Laraki, puis ministre d'État chargé du Tourisme et de l'Artisanat lors du remaniement ministériel de 1968.
En 1981, il est nommé ministre d'État dans le gouvernement Bouabid II, il est reconduit au même poste entre 1983 et 1997 dans les gouvernements Lamrani III, Lamrani IV/Laraki, Lamrani V, Lamrani VI, Filali I, Filali II et Filali III.
Il est membre de la franc-maçonnerie. A son décès, sa femme Assia Alaoui écrit un livre sur son histoire qui s'appelle "MOULAY AHMED ALAOUI : Passion et le verbe".